# Sztucer

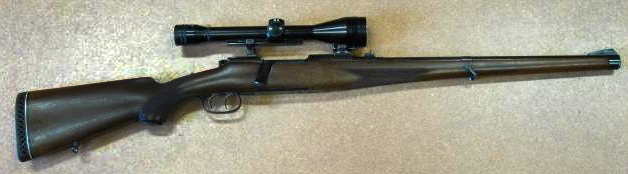
Sztucer myśliwski Mannlicher-Schönauer

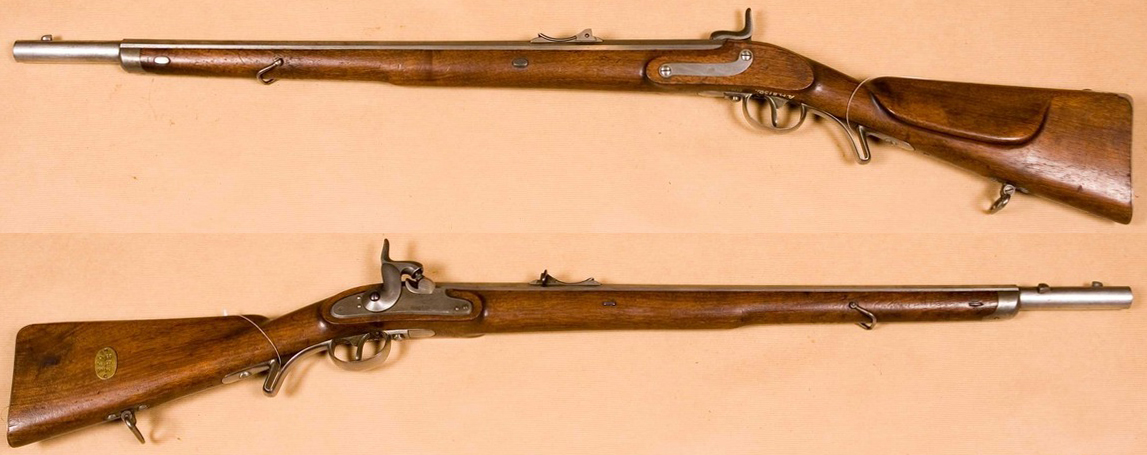
Odprzodowy sztucer wojskowy Lorenz M1854

Sztucer (niem. stutzen, staropol. sztuciec) –
współcześnie: określenie karabinów i karabinków myśliwskich używanych do polowania na grubą zwierzynę; dawniej: wojskowa broń strzelecka ze skróconą względem karabinu gwintowaną lufą, używana głównie przez formacje strzelców.

## Etymologia
Nazwa „sztucer” wywodzi się od niemieckiego stutzen, co w dosłownym tłumaczeniu oznacza „obcinać”. Nawiązuje to do skróconej („obciętej”) względem dłuższych karabinów lufy, która często nie wystawała za łoże broni.

## Historia

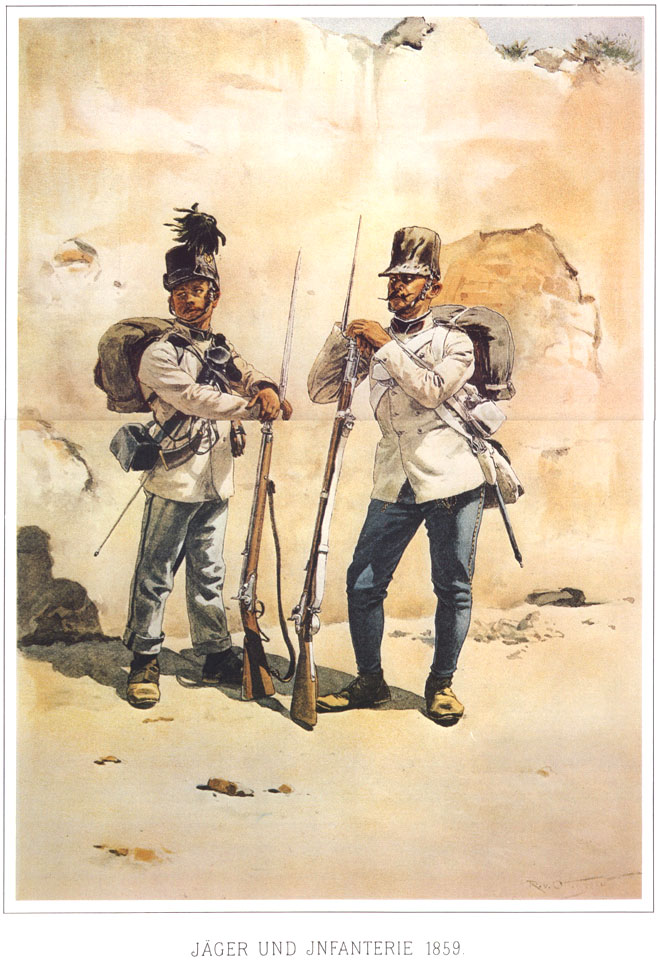
Armia Cesarstwa Austriackiego:
Jegier uzbrojony w sztucer (po lewej) obok żołnierza piechoty liniowej uzbrojonego w karabin (po prawej)

Sztucery wyodrębniły się w XVIII w. jako uzbrojenie lekkiej piechoty specjalizującej się w prowadzeniu celnego ognia z dużych odległości (strzelcy piesi), w odróżnieniu od piechoty liniowej prowadzącej zmasowany ogień salwowy na krótszych dystansach. Standardowo piechotę liniową wyposażano w długie gładkolufowe karabiny, zapewniające dużą (jak na tamte czasy) szybkostrzelność, jednak niską celność i donośność. Ze względu na specyfikę walki strzelcy potrzebowali natomiast broni znacznie celniejszej i o większym zasięgu. Rozwiązaniem okazały się karabiny wyposażone w lufy gwintowane (znacząco zwiększające osiągi względem broni gładkolufowej). Jednak z powodu kłopotliwego ładowania – do gwintowanej lufy pocisk należało wbijać za pomocą młotka i stempla – broń skrócono, tak aby ułatwić strzelcowi tę czynność. Efektem tej koncepcji było powstanie sztucerów, a więc gwintowanych i skróconych karabinów.
Wraz z wynalezieniem pocisków ekspansywnych w 2. poł. XIX w. ładowanie odprzodowej broni gwintowanej uległo znacznemu usprawnieniu, co umożliwiło masowe wyposażenie w karabiny gwintowane żołnierzy wszystkich formacji. Od tego momentu różnica pomiędzy sztucerami a karabinami piechoty zaczęła się stopniowo zacierać, a określenie sztucer nabrało bardziej cech formalnych niż praktycznych. Sztucerami zaczęto więc określać albo karabiny skrócone (mające zapewniać większą poręczność np. przy wykonywaniu zadań zwiadowczych), bądź posiadające cechy karabinów wyborowych. Wraz z postępem technologicznym, uzbrojenie żołnierzy zaczęło ulegać coraz większemu ujednoliceniu, co wiązało się pod koniec XIX w. ze stopniowym zanikiem stosowania nazwy „sztucer” w ujęciu wojskowym.
Słowo sztucer przeniknęło jednak do nazewnictwa stosowanego w myślistwie, gdzie do dziś stosuje się je powszechnie wobec gwintowanych karabinów przeznaczonych do polowań na grubą zwierzynę (jako odróżnienie od gładkolufowych strzelb).